# Aneurysm (zespół muzyczny)
Aneurysm to włoski zespół metalowy, założony w 1994 w Weronie.
Po początkowej inspiracji thrash metalowymi zespołami lat '80, takimi jak Metallica, Pantera i Fear Factory, Aneurysm wypracował swoje własne brzmienie, łącząc trash z metalem progresywnym i charakterystycznym wokalem. Siedem lat po pierwszym demo „Burst” (1995), ukazał się pierwszy długogrający album zespołu, „Aware” (2002), uznany za „najlepszy album” przez kilka czasopism metalowych (głównie włoskich). W czerwcu 2005, Aneurysm rozpoczął nagrywanie zawierającego 15 utworów koncept-albumu „Shades”, na którym Hansi Kürsch z Blind Guardian pojawił się jako gość specjalny. W 2007 płyta została wydana przez Old Ones Records, bardzo dobrze przyjęta przez publiczność i krytyków.

## Muzycy

### Obecny skład zespołu
- Gianmaria Carneri – śpiew, gitara
- Peter Calmasini – gitara
- Ivano Dalla Brea – gitara basowa
- Marco Piran – perkusja
- Stefano Torregrossa – instrumenty klawiszowe

### Byli członkowie
- Enea Cipriani – gitara basowa

## Dyskografia
- Burst (1995, demo)
- Aware (2002)
- Shades (2007)